# Witte steenraket
De witte steenraket (Conringia orientalis) is een eenjarige plant, die behoort tot de kruisbloemenfamilie (Brassicaceae). De soort komt van nature voor in Zuid- en Midden-Europa, Noord-Afrika en West-Azië en is inheems in Wallonië. Het aantal chromosomen is 2n = 14.
De plant wordt 10-60 cm hoog en heeft een dunne, witachtige penwortel. De rechtopstaande stengel is niet of weinig vertakt en geheel kaal. De onderste bladeren zijn 5-9 cm lang, omgekeerd eivormig en hebben een versmalde basis. De middelste en bovenste, 3-10 cm lange en 2-2,5 cm brede stengelbladeren zijn elliptisch-ovaal, diep hartvormig, stengelomvattend, heelbladig, kaal en blauwgroen van kleur.
De witte steenraket bloeit vanaf mei tot in juli met geel- of groenachtig witte 9-14 mm grote bloemen. De bloeiwijze is een tros. De kroonbladen zijn smal wigvormig en hebben een geleidelijk overgang naar de nagel. De rechtopstaande kelkblaadjes zijn 5-8 mm lang. De stempel is kopvormig. De stijl is 1-3 mm lang. De helmknop is niet gedeeld.
De vrucht is een 6-14 cm lange en 2-3 mm dikke, vierkante hauw met een 2 mm lange snavel. De hauw is vierkant door de verhoogde middennerven. De donkerbruine zaden zijn 2-2,5 mm lang en 1,2-1,5 mm breed.

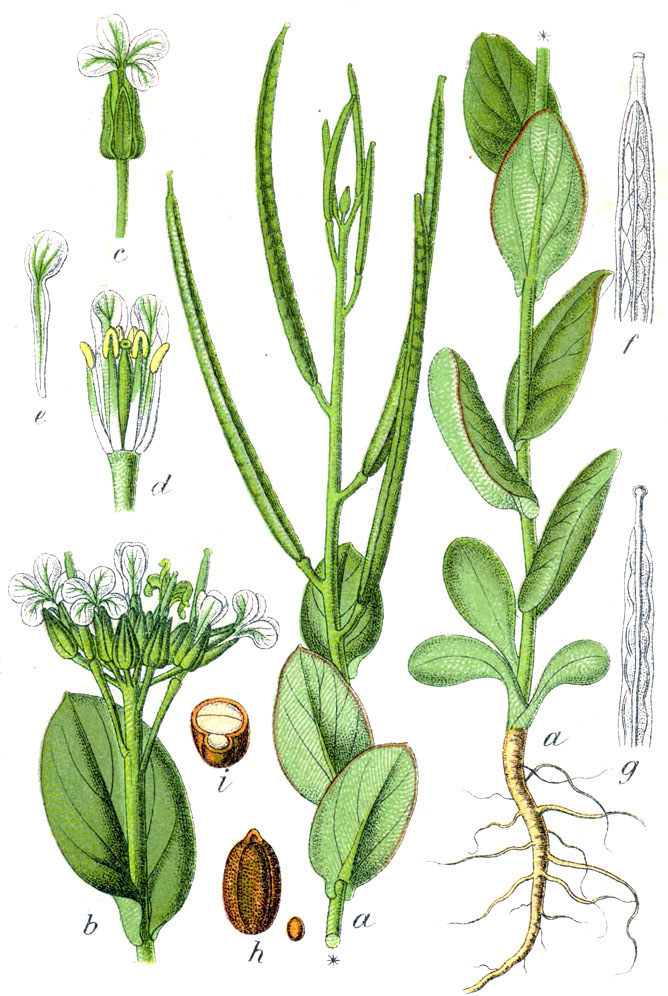
Illustratie van Jacob Sturm
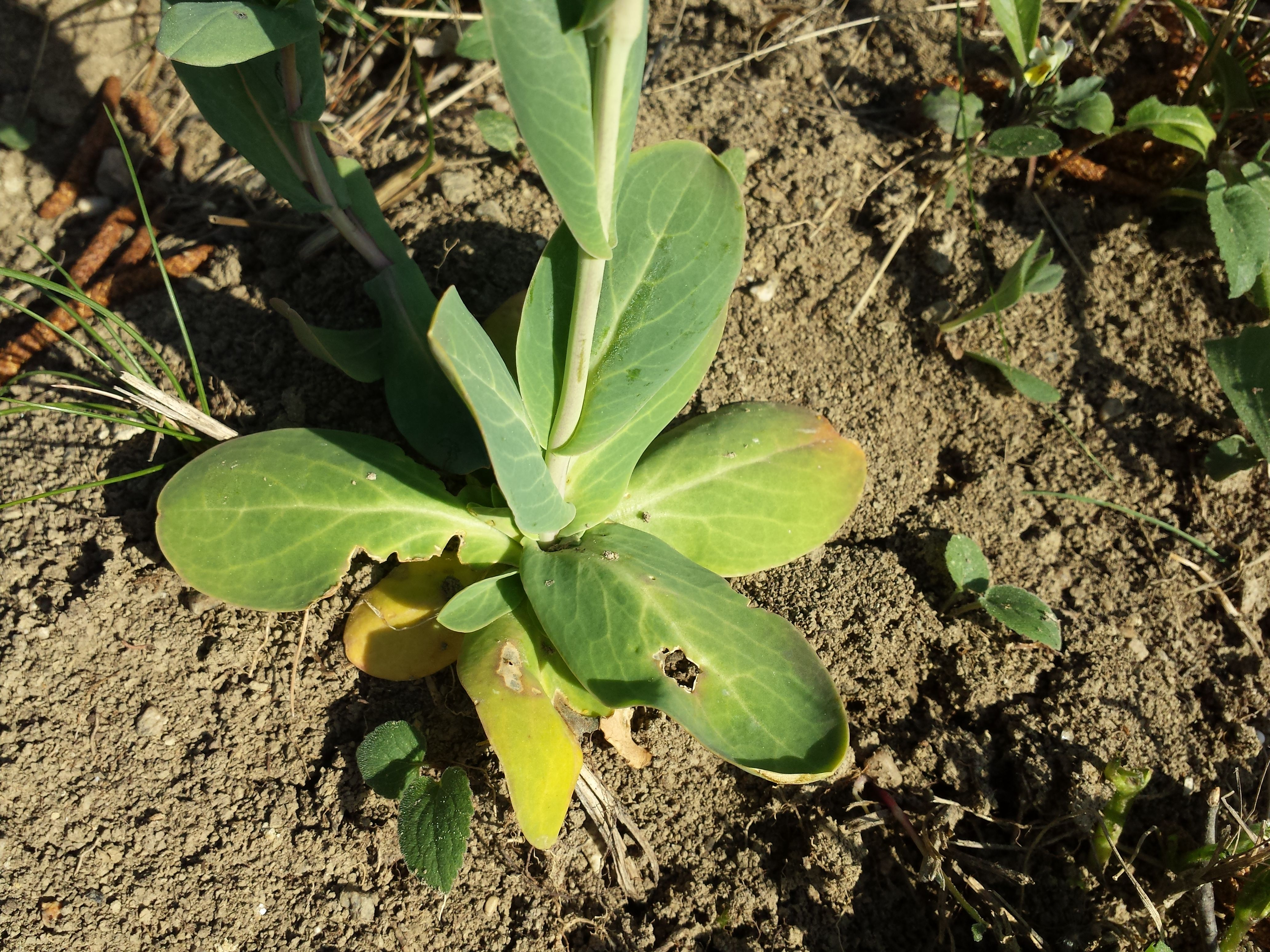
Bladeren
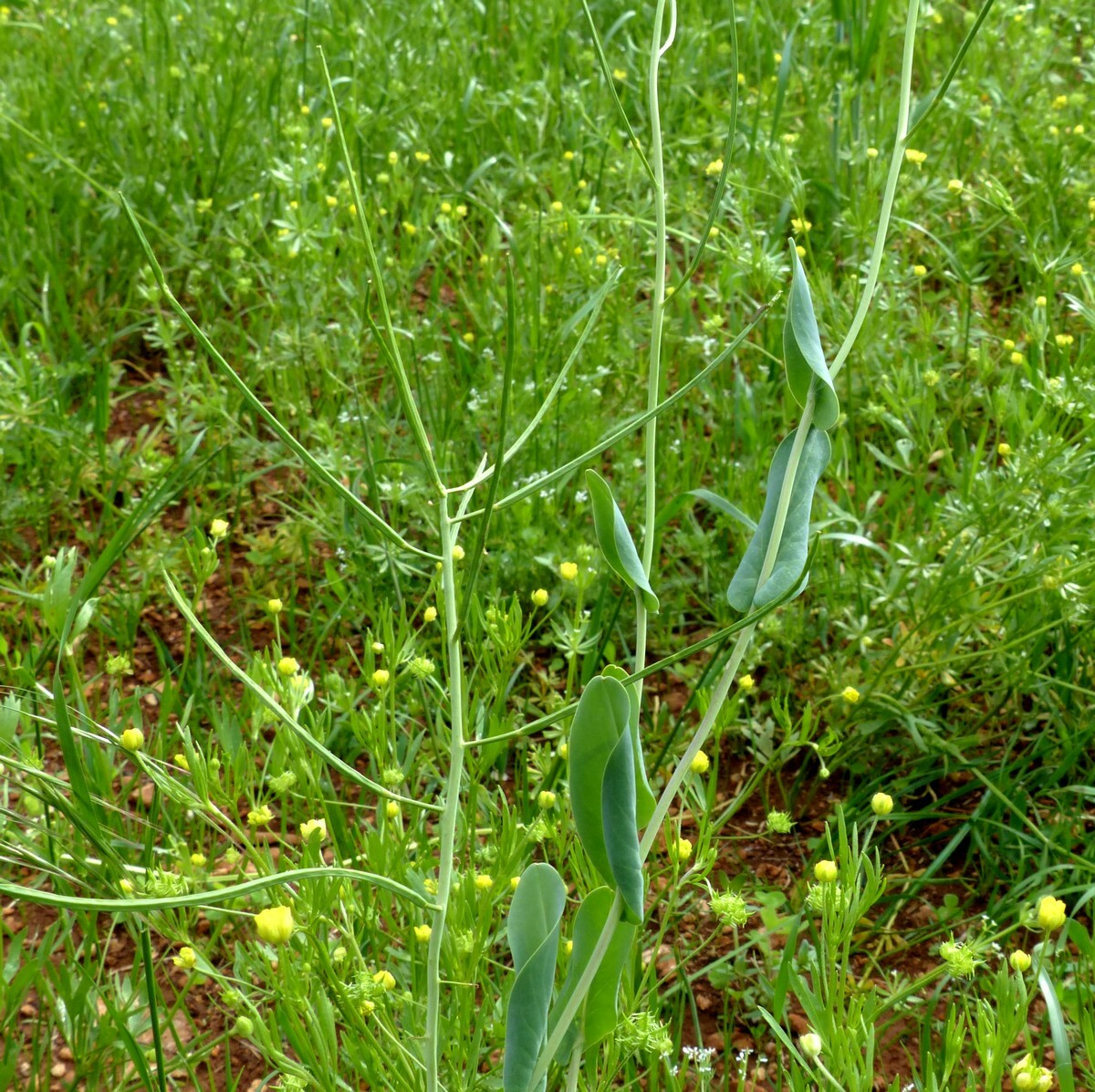
Stengel
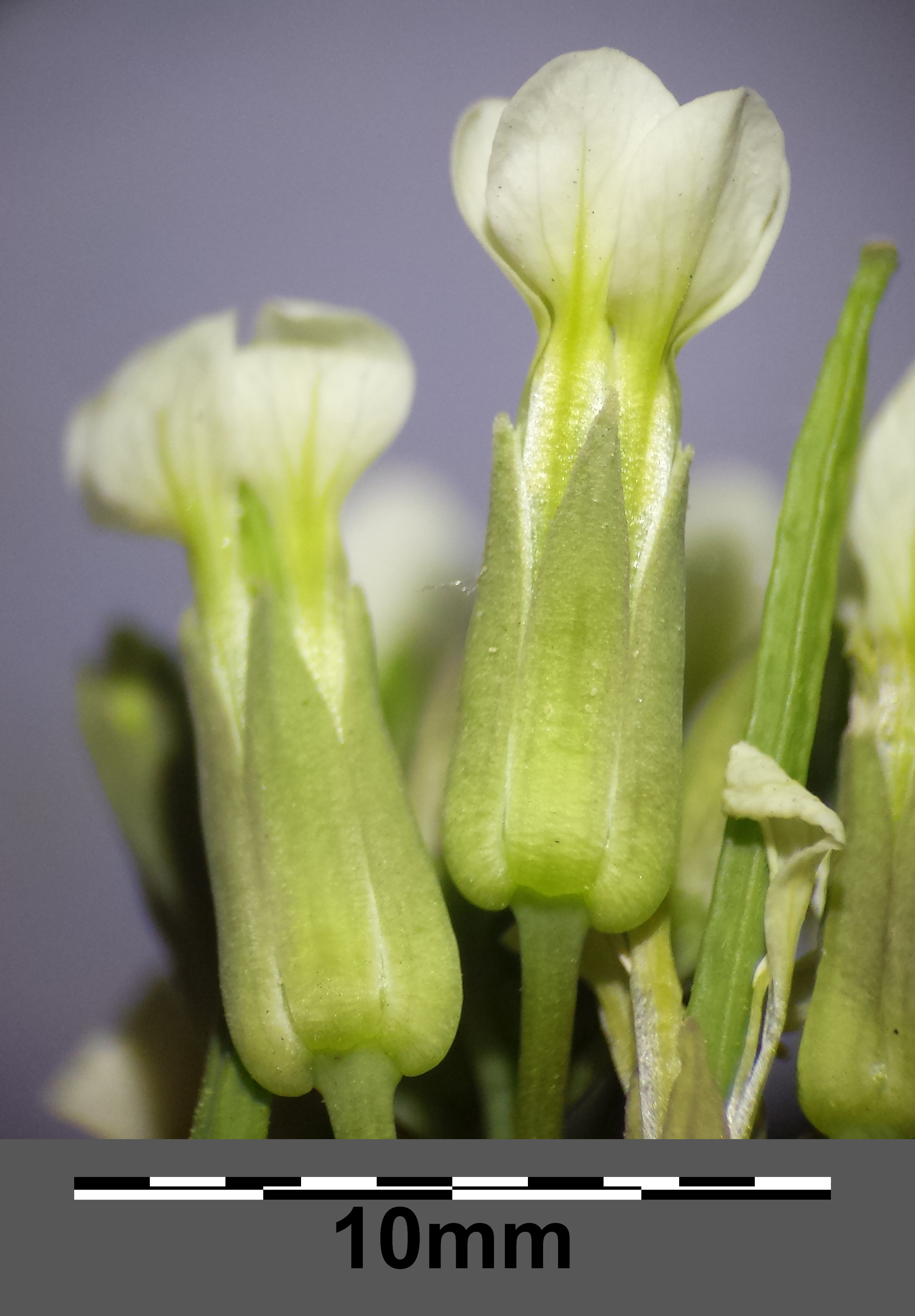
Bloem
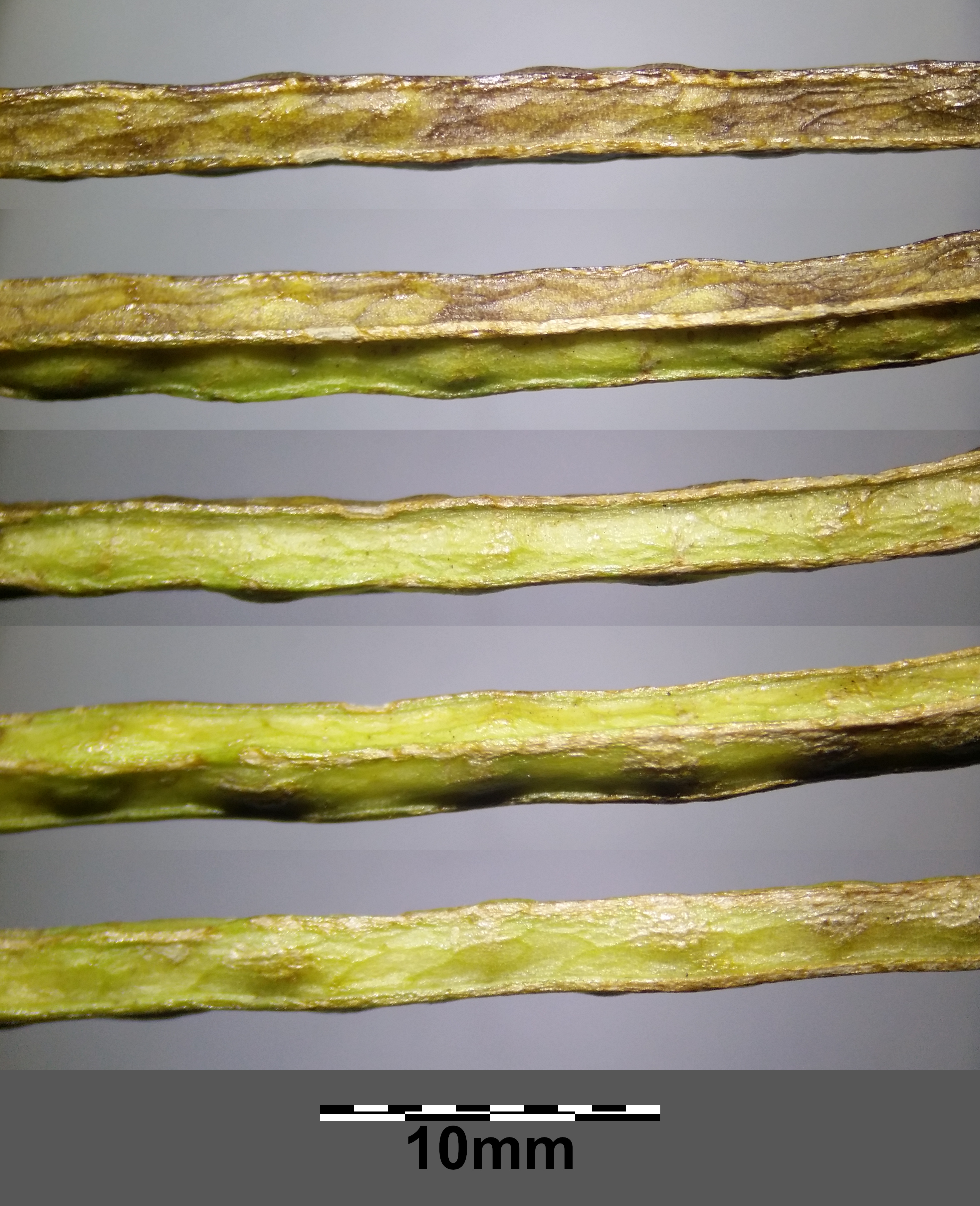
Hauw
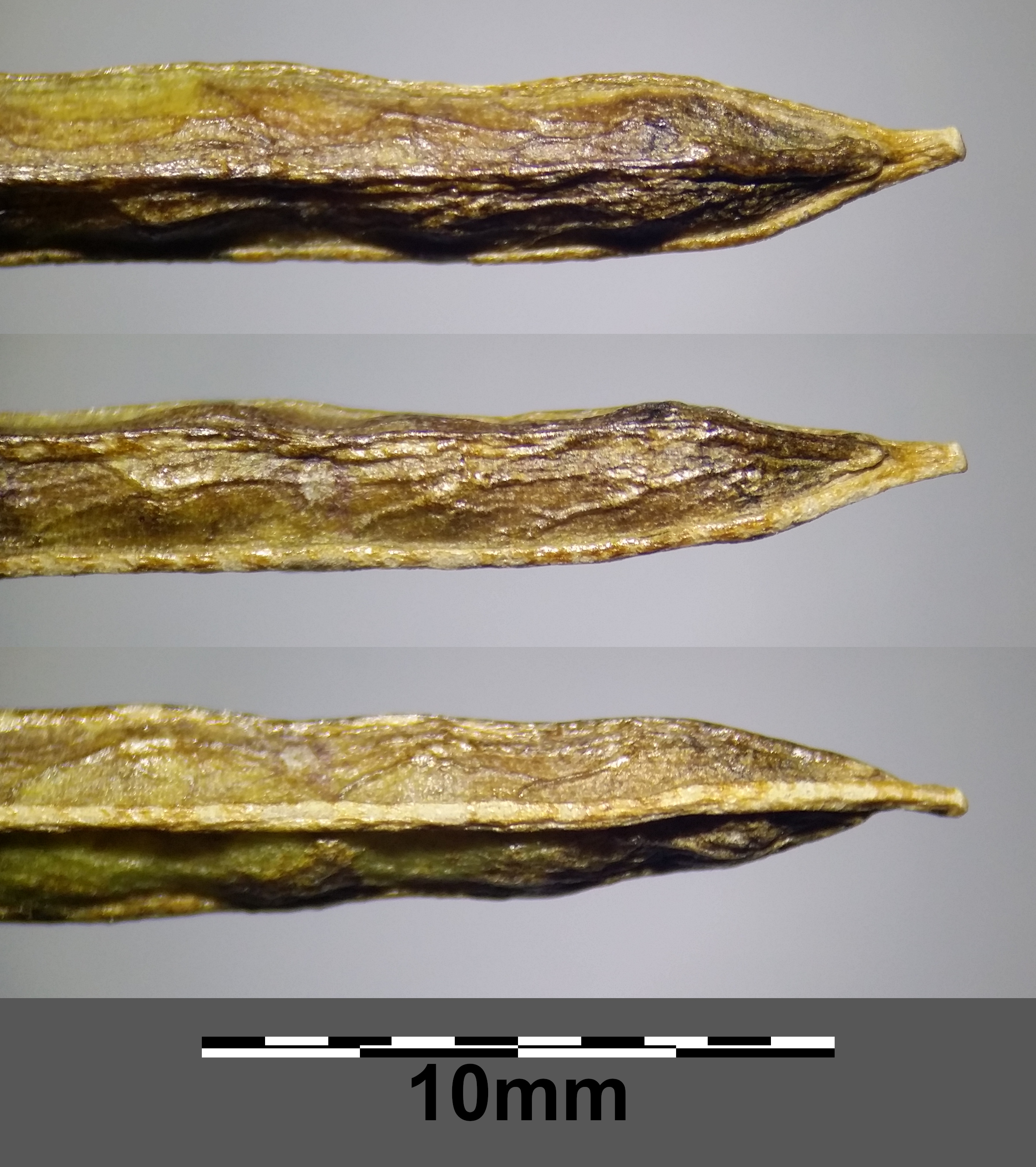
Snavel
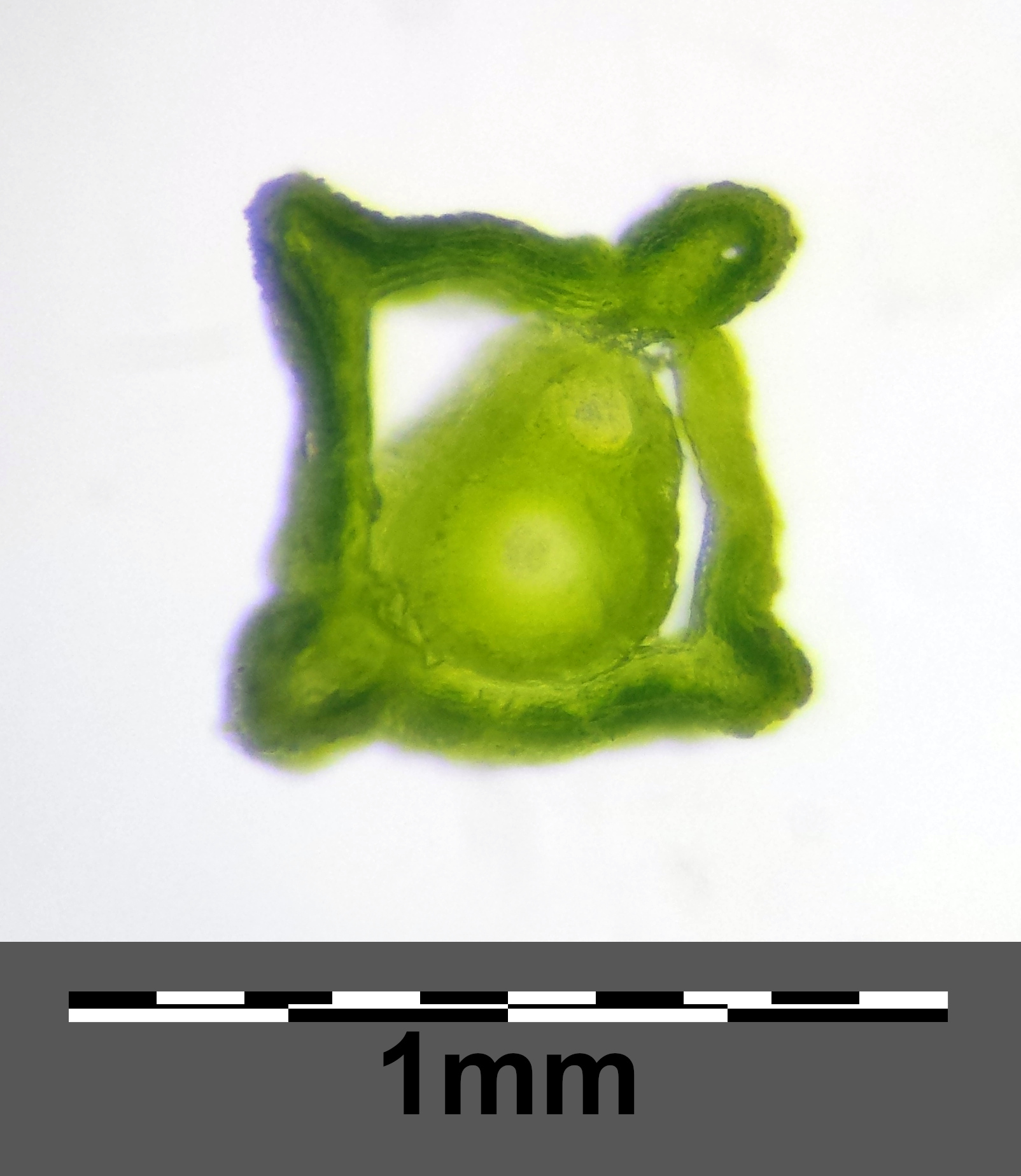
Dwarsdoorsnede hauw
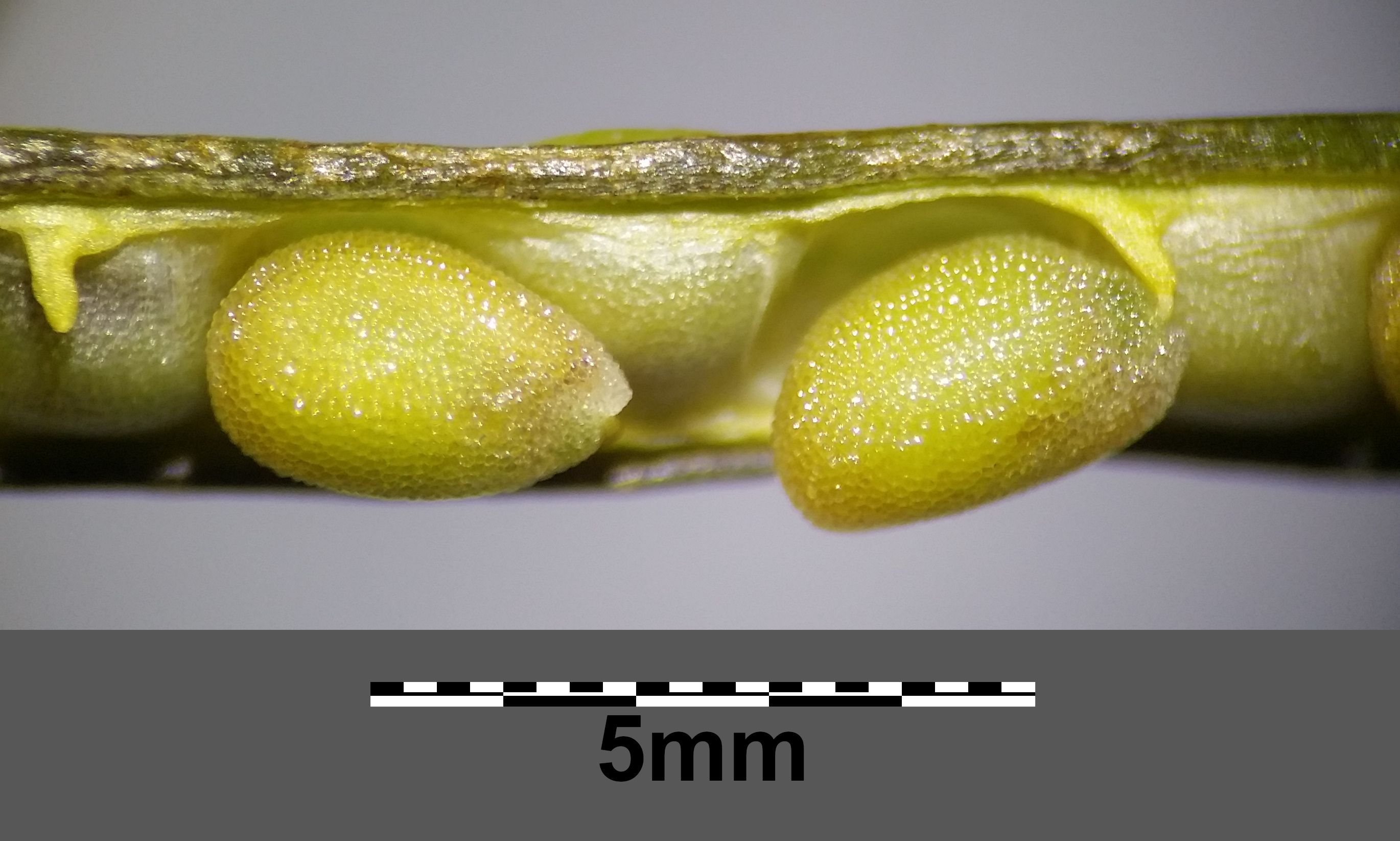
Jonge zaden

De witte steenraket komt voor op vochthoudende, kalkrijke grond op akkerland en braakliggende grond.